# 瓦西里·格里察克

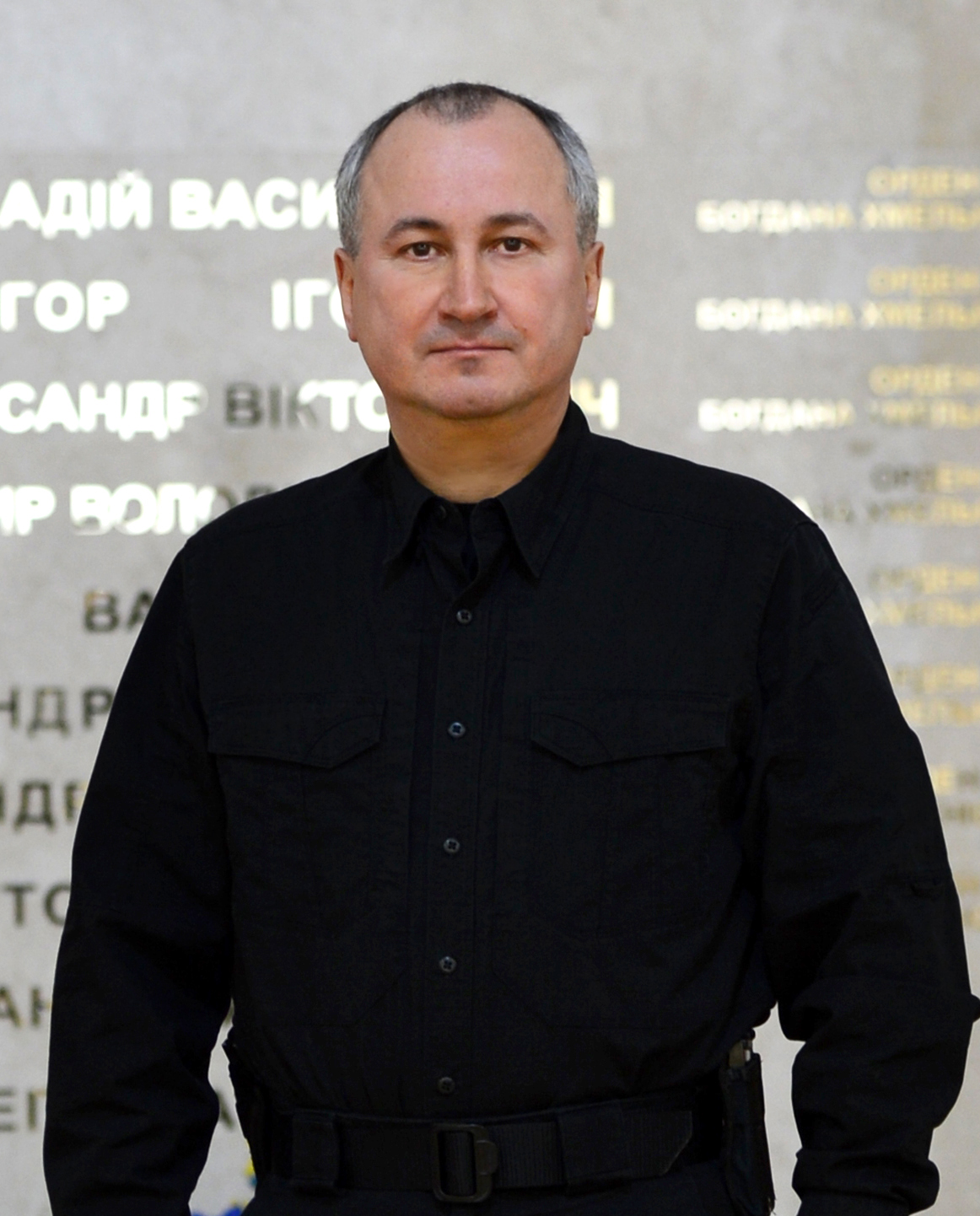
瓦西里·格里察克

瓦西里·谢尔盖耶维奇·格里察克（烏克蘭語：Василь Сергійович Грицак，羅馬化：Vasyl Serhiiovych Hrytsak，1967年1月14日—），乌克兰政府官员，烏克蘭國家安全局局长，其军衔为上将（等同於北約OF-9）。

## 生平
于1992年毕业于卢茨克国家师范学院。于1993与1997年，毕业了乌克兰安全局的进修班。于1998与2006年，毕业了乌克兰安全国家学院的培训班。
服乌克兰武装力量限役后，服于乌克兰安全局兵役。于1990年，成为了中士。从1991年，工作了在乌克兰安全局地区性的机关。从1999年，他任职从部副首长到国家组织与反恐怖主义保护局管理处的副局长。
从2005到2009年，升任乌克兰安全局基辅的管理处与乌克兰安全局的总局所长。
从2009到2010年，升任乌克兰安全局副局长，第一副局长。同时主持乌克兰安全局中央管理局的反腐败斗争与有组织犯罪斗争总局。
于2010年3月，辞去领导职务, 剩下在卯簿。
于2014年7月，按照总统令上将格里察克升任乌克兰安全局第一副局长与乌克兰安全局的反恐怖中央。
于2015年7月，升任乌克兰安全局局长。
按照总统令№410/2015被列为乌克兰国家安全与国防理事会。

## 奖赏
五星上将格里察克拥有国家奖赏: 三级“立功”勋章（2002年）、二级“立功”勋章（2007年）一级“立功”勋章（2009年）和乌克兰内阁奖状.

## 外部鏈接
- http://www.sbu.gov.ua/ （页面存档备份，存于）